# Crise da batata na Europa

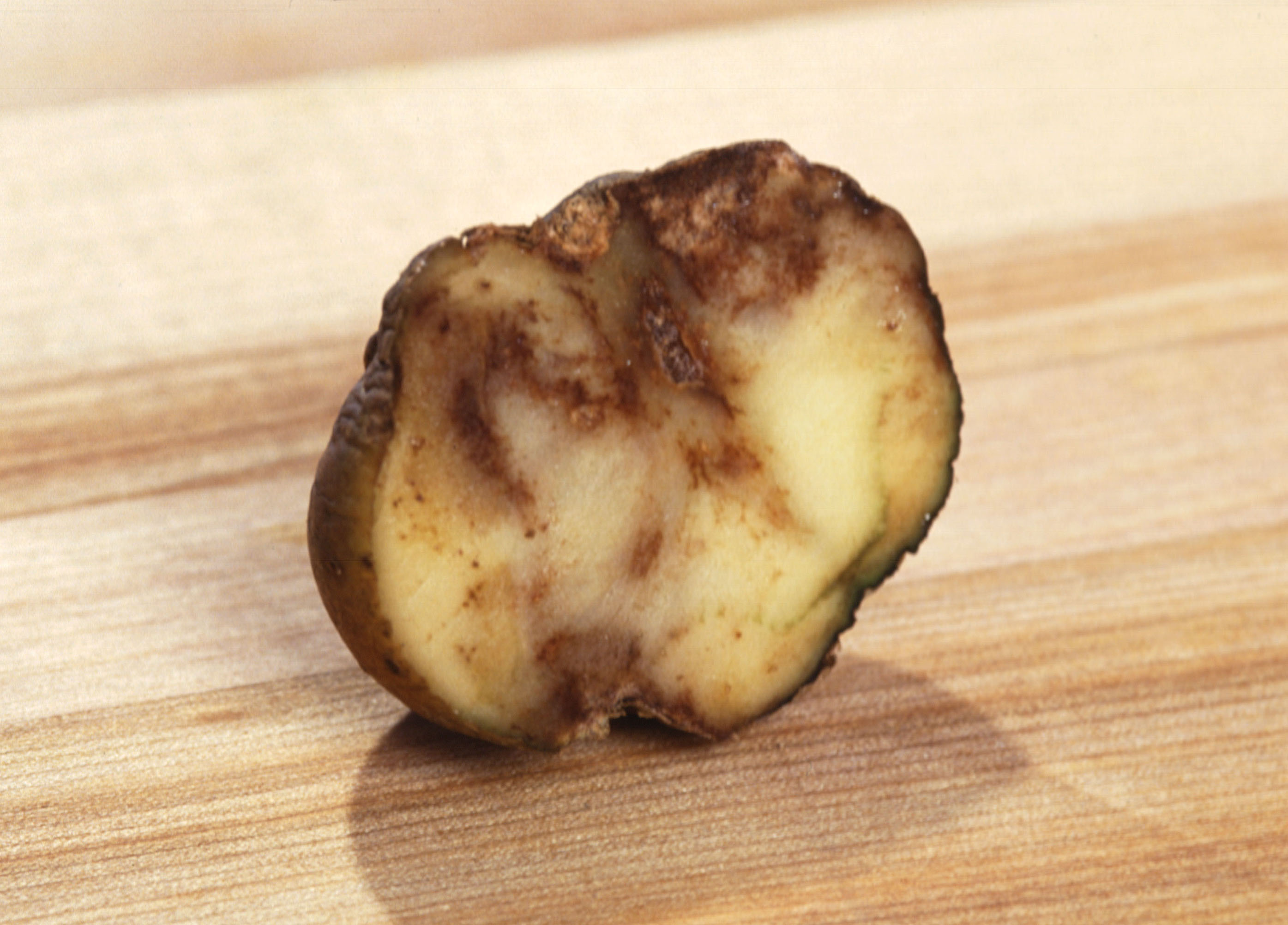
Um tubérculo de batata com míldio

A crise da batata na Europa foi uma crise alimentar causada pela praga da batata que atingiu o norte e o oeste da Europa em meados da década de 1840. A época também é conhecida como anos quarenta famintos . Embora a crise tenha produzido excesso de mortalidade e sofrimento nas áreas afetadas, as Terras Altas da Escócia foram particularmente afetadas e, ainda mais duramente, a Irlanda, que sofreu a Grande Fome de 1845-1849. A emigração em massa foi resultado dessas fomes, mas mesmo assim um grande número de pessoas morreu na Irlanda, pois quase não tinham acesso a outras fontes básicas de alimentos.

## Batatas na época
Em 2013, pesquisadores usaram técnicas de sequenciamento de DNA para decodificar o DNA do patógeno em amostras de batata de 1845 armazenadas em museus e compará-las com tipos genéticos modernos. Os resultados indicaram que a “cepa era diferente de todas as cepas modernas analisadas”.
Após a praga, as estirpes originárias do arquipélago de Chiloé substituíram as batatas anteriores de origem peruana na Europa.
|                                     | Batatas      | Batatas            | Batatas                          | Batatas                          | Centeio                          | Trigo                            | Aveia                            |
|                                     | terra arável | consumo            | Rendimento de 1845               | Rendimento de 1846               | Rendimento de 1846               | Rendimento de 1846               | Rendimento de 1846               |
|                                     | (%)          | (kg/capita diário) | (% mudança em relação ao normal) | (% mudança em relação ao normal) | (% mudança em relação ao normal) | (% mudança em relação ao normal) | (% mudança em relação ao normal) |
| ----------------------------------- | ------------ | ------------------ | -------------------------------- | -------------------------------- | -------------------------------- | -------------------------------- | -------------------------------- |
| Bélgica                             | 14%          | 0,5/0,6 kg         | −87%                             | −43%                             | −50%                             | −10%                             | n/a                              |
| Dinamarca                           | 3%           | 0,2/0,3 kg         | −50%                             | −50%                             | −20%                             | −20%                             | n/a                              |
| Suécia                              | 5%           | 0,5/0,6 kg         | −20–25%                          | −20–25%                          | −10%                             | −10%                             | n/a                              |
| França                              | App. 6%      | 0,5 kg             | −20%                             | −19%                             | −20%                             | −25%                             | n/a                              |
| Württemberg                         | 3–8%         | n/a                | −55%                             | −51%                             | −15%                             | −24%                             | n/a                              |
| Prússia                             | 11%          | 1,0/1,1 kg         | n/a                              | −47%                             | −43%                             | −43%                             | n/a                              |
| Países Baixos                       | 11%          | 0,7 kg             | −71%                             | −56%                             | −47%                             | −6%                              | n/a                              |
| Espanha                             | 2%           | baixo              | n/a                              | n/a                              | n/a                              | n/a                              | n/a                              |
| Terras Altas da Escócia             | n/a          | alto               | n/a                              | −80%                             | n/a                              | n/a                              | n/a                              |
| Irlanda                             | 32%          | 2,1 kg             | −30%                             | −88%                             | n/a                              | n/a                              | −33%                             |
| Source: Cormac Ó Gráda et al., 2006 |              |                    |                                  |                                  |                                  |                                  |                                  |

## Declínio populacional
O efeito da crise na Irlanda é incomparável com o de todos os outros lugares, causando um milhão de mortes, até dois milhões de refugiados e estimulando um declínio populacional de um século. Excluindo a Irlanda, o número de mortos pela crise é estimado em cerca de 100 mil pessoas. Destes, a Bélgica e a Prússia são responsáveis pela maioria das mortes, com entre 40 mil e 50 mil mortos estimados na Bélgica, com a região de Flandres particularmente afetada, e cerca de 42 mil mortos estimados na Prússia. O restante das mortes ocorreu principalmente na França, onde se estima que 10 mil pessoas tenham morrido em consequência de condições semelhantes às da fome.
Além da morte por fome e doenças causadas pela fome, o sofrimento vinha em outras formas. Embora o impacto demográfico da fome seja imediatamente visível na mortalidade, declínios de longo prazo na fertilidade e nanatalidade também podem afetar drasticamente a população. Na Irlanda, os nascimentos caíram em um terço, resultando em cerca de 0,5 milhão de "vidas perdidas". Os declínios noutros locais foram menores: a Flandres perdeu 20–30%, os Países Baixos cerca de 10–20% e a Prússia cerca de 12%.
A emigração para escapar da fome concentrou-se principalmente na Irlanda e nas Terras Altas da Escócia. Em outras partes do Reino Unido e do continente, as condições não eram tão severas a ponto de erradicar completamente os princípios básicos da sobrevivência, exigindo uma migração em massa do tipo experimentada na Irlanda e na Escócia. Mais de 16,5 mil pessoas emigraram das Terras Altas da Escócia (de uma população afetada pela fome de não mais de 200 mil), muitos auxiliados por proprietários e pela Sociedade de Emigração das Terras Altas e das Ilhas, principalmente para a América do Norte e Austrália, formando parte da segunda fase das Limpezas das Terras Altas. A consequência global disto foi a criação de uma substancial diáspora irlandesa.(p481)(p307)
|                                     | Variação anual da população | Variação anual da população | Variação anual da população | Variação anual da população | Variação anual da população | Variação anual da população | Variação anual da população |
|                                     | 1840–45                     | 1845–46                     | 1846–47                     | 1847–48                     | 1848–49                     | 1849–50                     | 1850–60                     |
| ----------------------------------- | --------------------------- | --------------------------- | --------------------------- | --------------------------- | --------------------------- | --------------------------- | --------------------------- |
| Bélgica                             | +1,1%                       | +0,9%                       | +0,9%                       | +0,0%                       | +0,5%                       | +0,2%                       | +0,7%                       |
| Dinamarca                           | +1,1%                       | +1,0%                       | +0,8%                       | +1,0%                       | +1,0%                       | +1,0%                       | +1,2%                       |
| Suécia                              | +1,1%                       | +0,8%                       | +0,6%                       | +1,0%                       | +1,3%                       | +1,2%                       | +1,0%                       |
| França                              | +0,5%                       | +0,7%                       | +0,4%                       | +0,1%                       | +0,3%                       | +0,0%                       | +0,5%                       |
| Alemanha (total)                    | +1,0%                       | +1,0%                       | +0,5%                       | +0,2%                       | +0,1%                       | +0,9%                       | +0,7%                       |
| Prússia                             | +1,3%                       | +1,4%                       | +0,8%                       | +0,5%                       | +0,4%                       | +0,9%                       | +1,0%                       |
| Países Baixos                       | +1,1%                       | +1,1%                       | +0,3%                       | −0,2%                       | +0,1%                       | +0,3%                       | +0,7%                       |
| Reino Unido*                        | +1,2%                       | +1,2%                       | +0,7%                       | +0,7%                       | +0,7%                       | +0,7%                       | +1,3%                       |
| Irlanda                             | +0,4%                       | −0,2%                       | −4%                         | −4%                         | −4%                         | −4%                         | −1,7%                       |
| Notas: *excluindo a Irlanda         |                             |                             |                             |                             |                             |                             |                             |
| Source: Cormac Ó Gráda et al., 2006 |                             |                             |                             |                             |                             |                             |                             |